# Iglesia de Santa Ana (Cusco)
La iglesia de Santa Ana es una iglesia católica levantada en la ciudad del Cusco, Perú. Está ubicada en la Plazoleta de Santa Ana en la zona monumental del Cusco declarada como tal desde 1972 y, desde 1983, declarada por la UNESCO como Patrimonio Cultural de la Humanidad.

## Historia
El 28 de abril de 1559, el corregidor Juan Polo de Ondegardo, cumpliendo lo ordenado por el virrey Andrés Hurtado de Mendoza, fundó la parroquia de indios de "Santa Ana" en el barrio de Q'armenqa ubicado al noroeste de la ciudad. Así, en un llano del cerro se construyó la iglesia, un atrio con plaza y una torre independiente del edificio del templo. El terremoto de 1650 ocasionó gran deterioro en la iglesia que fue reedificada en el mismo lugar.
Los arcos del coro, la portada de labra rústica y el portal del lado oriental son característicos de fines del siglo XVII. Los muros y contrafuertes son de adobe y descansan sobre cimientos de piedras incaicas probablemente provinientes de Sacsayhuamán. La torre construida independiente al edificio del templo y ubicada como atalaya sobre la ciudad también es de adobe. La iglesia poseía la Serie del Corpus, doce grandes lienzos que representaban la celebración del Corpus Christi cusqueño. Esos lienzos actualmente se exhiben en el Museo de Arte Religioso del Cusco. En la actualidad se venera al señor del Cabildo que aparecen en un lienzo semioscuro así como la imagen de la Virgen Santa Ana que concurre a la procesión anual del Corpus Christi.